# FTF
FTF (engelsk: FTF – Confederation of Professionals in Denmark) var en dansk hovedorganisation for 450.000 offentligt og privat ansatte. Mere end 80 forskellige fagforeninger og forbund arbejdede i FTF sammen i forhold til arbejdsgivere, politikere, danske og internationale myndigheder og offentligheden. FTF blev stiftet i 1952 og var partipolitisk uafhængig. I 2018 fusionerede organisationen med det daværende LO til Fagbevægelsens Hovedorganisation (FH).

## Hvad står de tre bogstaver FTF for?
FTF hed oprindeligt Fællesrådet for Danske Tjenestemands- og Funktionærorganisationer og senere Funktionærernes og Tjenestemændenes Fællesråd, men det blev på kongressen i november 2006 besluttet at afskaffe det lange navn og blot kalde organisationen for FTF.
De fleste af FTF's medlemmer havde opnået mellemlange videregående professionsbacheloruddannelser, især velfærdsuddannelser.

## FTF ophørte i 2018
Den 13. april 2018 godkendte FTF og LO at stifte en ny, fælles hovedorganisation, forkortet FH. Siden d. 1. januar 2019 har FH været en realitet.

## Medlemsorganisationer
FTF's 80 medlemsorganisationer med i alt 450.000 medlemmer omfattede vidt forskellige fagforbund. FTFs medlemmer fandtes både på det private og det offentlige arbejdsmarked. Tre fjerdedele af medlemmerne i organisationerne arbejdede i det offentlige. 
Blandt medlemsorganisationerne var:
- Danske Bioanalytikere
- Dansk Sygeplejeråd
- Danske Fysioterapeuter
- Ergoterapeutforeningen
- Danmarks Lærerforening
- BUPL
- Finansforbundet
- Farmakonomforeningen
- Dansk Socialrådgiverforening
- Politiforbundet i Danmark

Fælles for organisationerne var, at deres medlemmers uddannelser var professions- og erhvervsrettede.

### Tidligere medlemmer af FTF, som ikke er blevet medlemmer af FH
- Danske Fysioterapeuter
- Finansforbundet
- Ergoterapeutforeningen
- Lederforeningen i TDC (LTD)

## Ledelse
Bente Sorgenfrey blev ved kongressen i november 2003 og igen i 2006 og 2009 valgt til FTF's formand for en tre-årig periode. Siden udpegede forretningsudvalget Kent Pedersen til næstformand.

## FTF's opgaver
FTF dækkede en stor del af det danske arbejdsmarked og sad med i en lang række udvalg, nævn, arbejdsgrupper, hvor rammebetingelser for medlemmernes fremtidige forhold blev afgjort.  
Derudover udførte FTF en række opgaver:
- Politisk arbejde og forhandling af trepartsaftaler mv. FTF arbejdede med at forbedre lovgivningen og med følgerne af nye love om arbejdsmarkedspolitik, arbejdsmiljø, uddannelser, socialpolitik, osv. Endvidere indgik FTF i partnerskaber og andre forpligtende samarbejder med væsentlige interessenter.
- Analyser og undersøgelser. Herunder økonomiske analyser af fx lønudvikling, skatte- og finanspolitik, kommunal- og finansaftaler og af tendenser i den internationale politik. FTF's økonomer støttede også organisationerne med beregninger fx ved overenskomstforhandlinger.
- Bistand til medlemsorganisationerne, for eksempel i form af juridisk bistand i blandt andet arbejdsretten, hjælp med arbejdsskadesager og hjælp til at behandle sociale sager.
- Uddannelsestilbud til medlemsorganisationerne.